# Morville-en-Beauce
Morville-en-Beauce è un comune francese di 194 abitanti situato nel dipartimento del Loiret nella regione del Centro-Valle della Loira.

## Società

### Evoluzione demografica
Abitanti censiti